# Magtymguly
Magtymguly, precedentemente  Garrygala o Kara-Kala, è la città capoluogo del distretto di Magtymguly situato nella provincia di Balkan, in Turkmenistan.